# Guardia Republicana de Francia

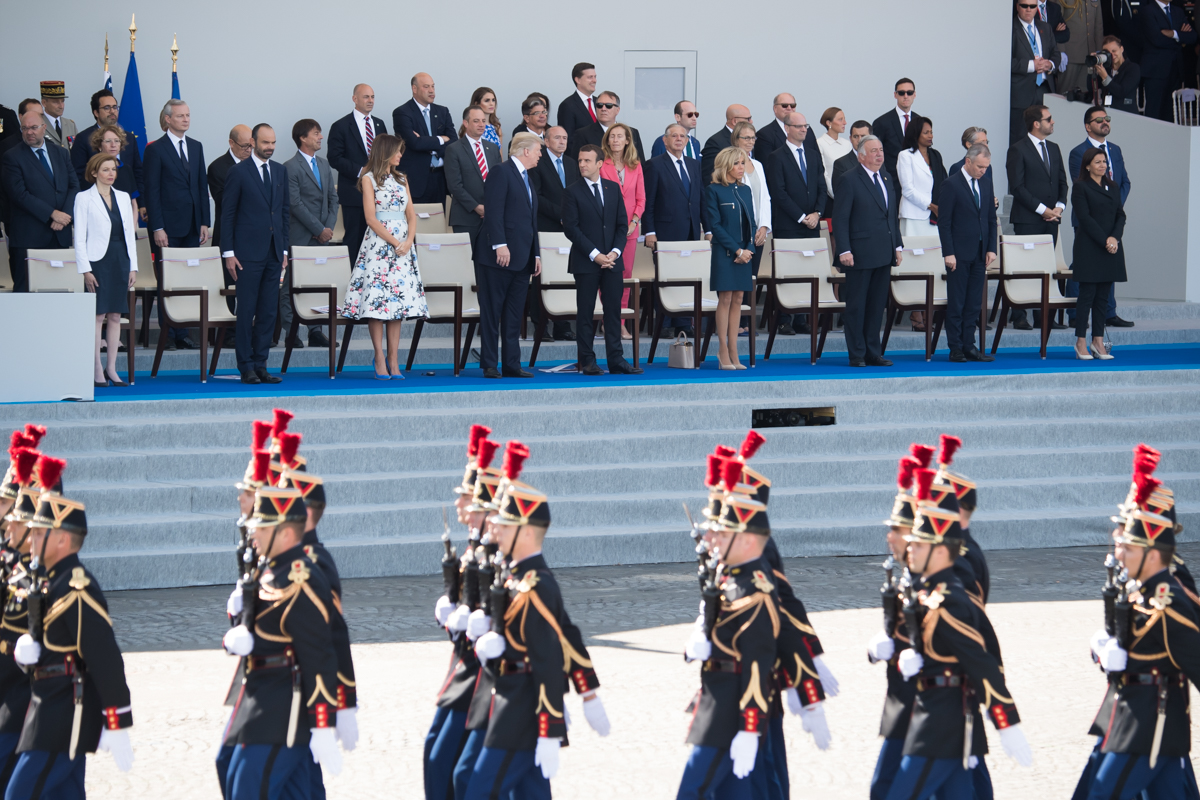
La Guardia Republicana participando en el Desfile militar del 14 de julio de 2017.

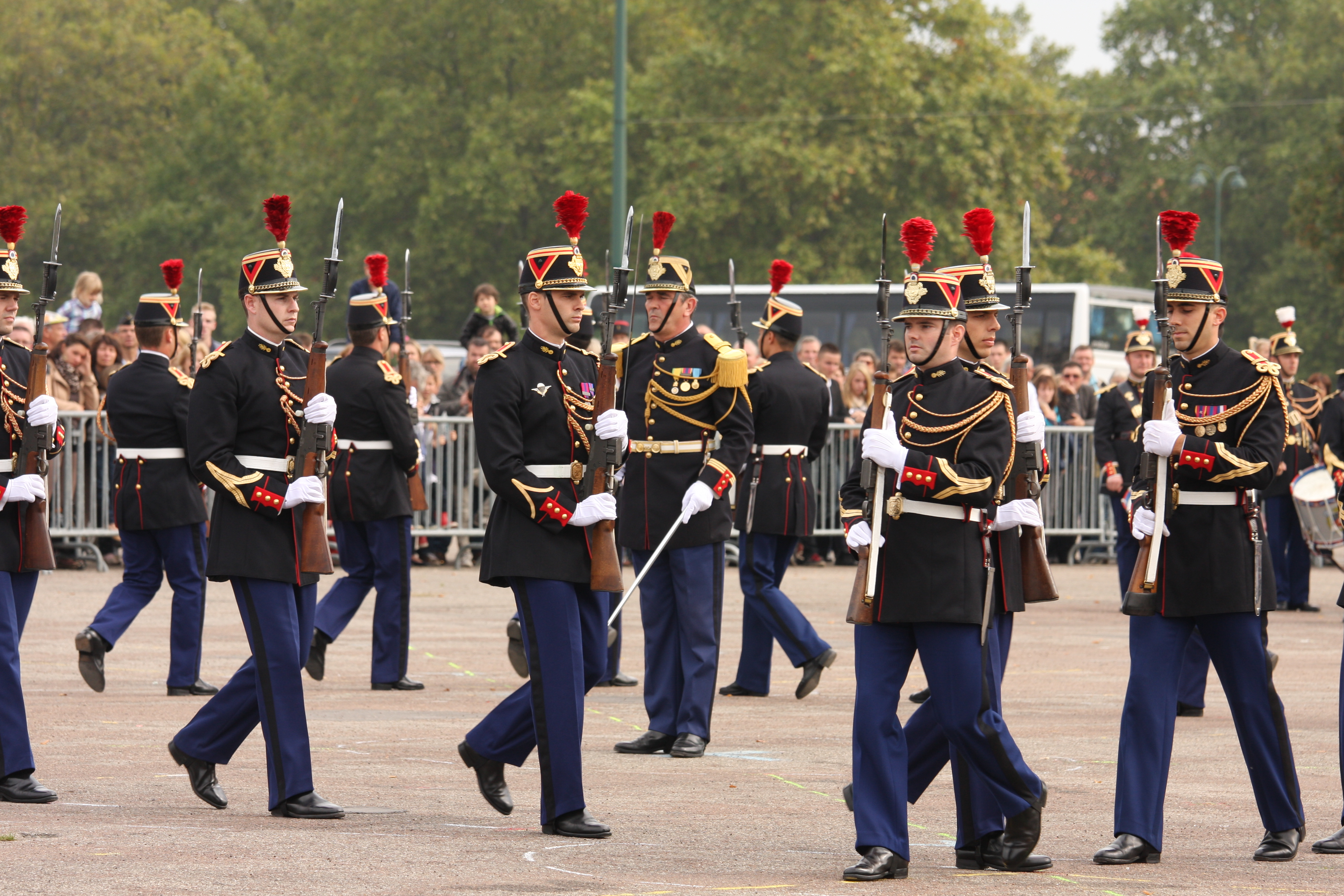

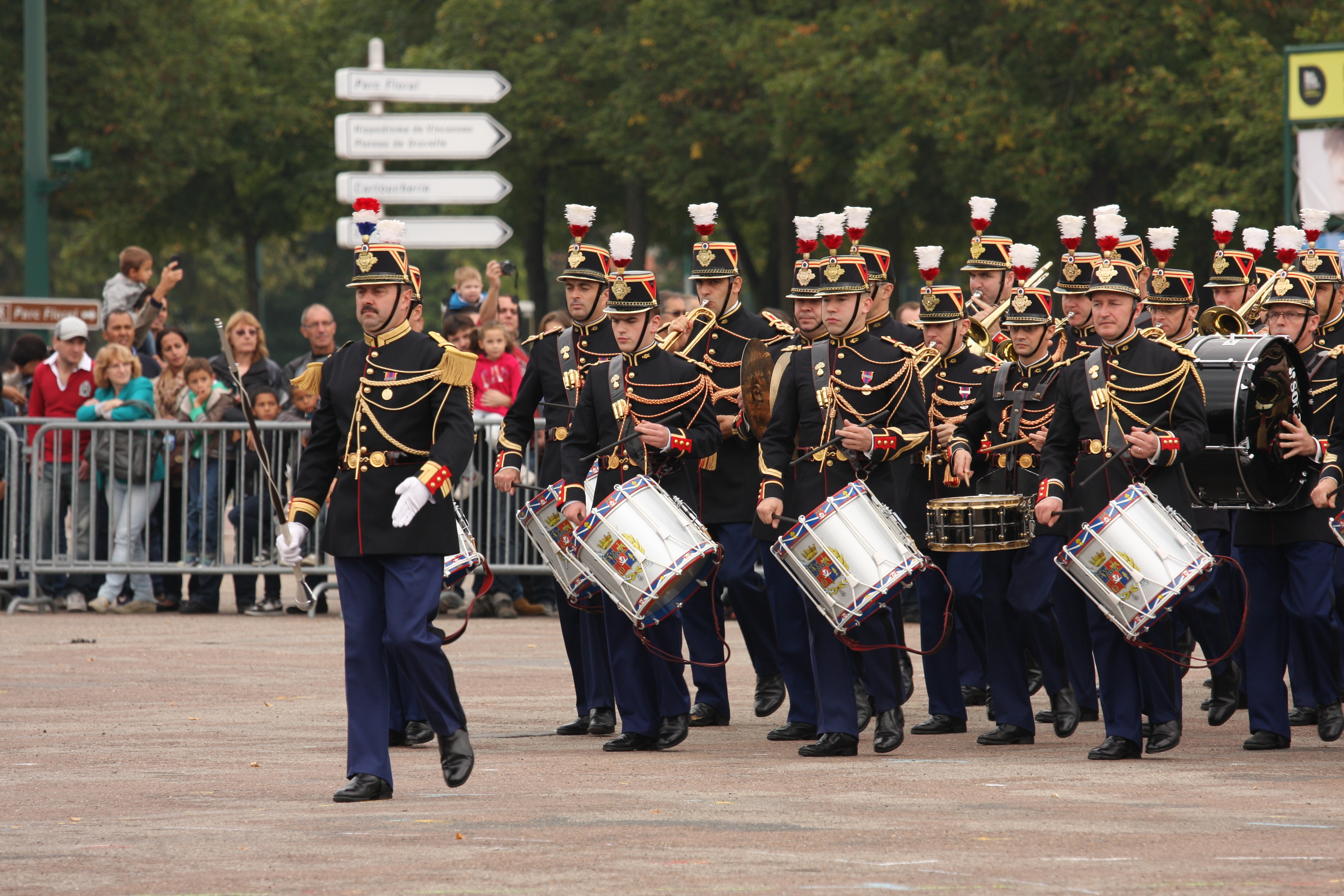

La Guardia Republicana de Francia (Garde Républicaine de France) es la unidad ceremonial de la Gendarmería Nacional de Francia. Comprende dos regimientos de infantería (el primer regimiento incluye el escuadrón de motociclistas) y un regimiento de caballería. También tiene 4 formaciones musicales, así como grupos que realizan acrobacias a caballo o maniobras en moto.
Sus funciones son:
- La seguridad de los edificios públicos importantes de París tales como el Palacio del Elíseo, la residencia del primer ministro, el Hôtel Matignon, el senado francés, la asamblea nacional de Francia, el palacio de justicia así como el mantenimiento del orden público en París;
- Rendir honores y prestar seguridad a las más altas personalidades de la nación y a los altos dignatarios de otros países que visitan Francia;
- Colabora con las otras fuerzas del Orden (con grupos de intervención, o patrullas de a caballo);
- Provee las Estaciones de patrullaje a caballo, particularmente para los bosques de la región Île-de-France

La Guardia Republicana también cumple un importante rol diplomático, representando a Francia en eventos culturales y deportivos internacionales y recibiendo en el país a los altos dignatarios.

## Galería

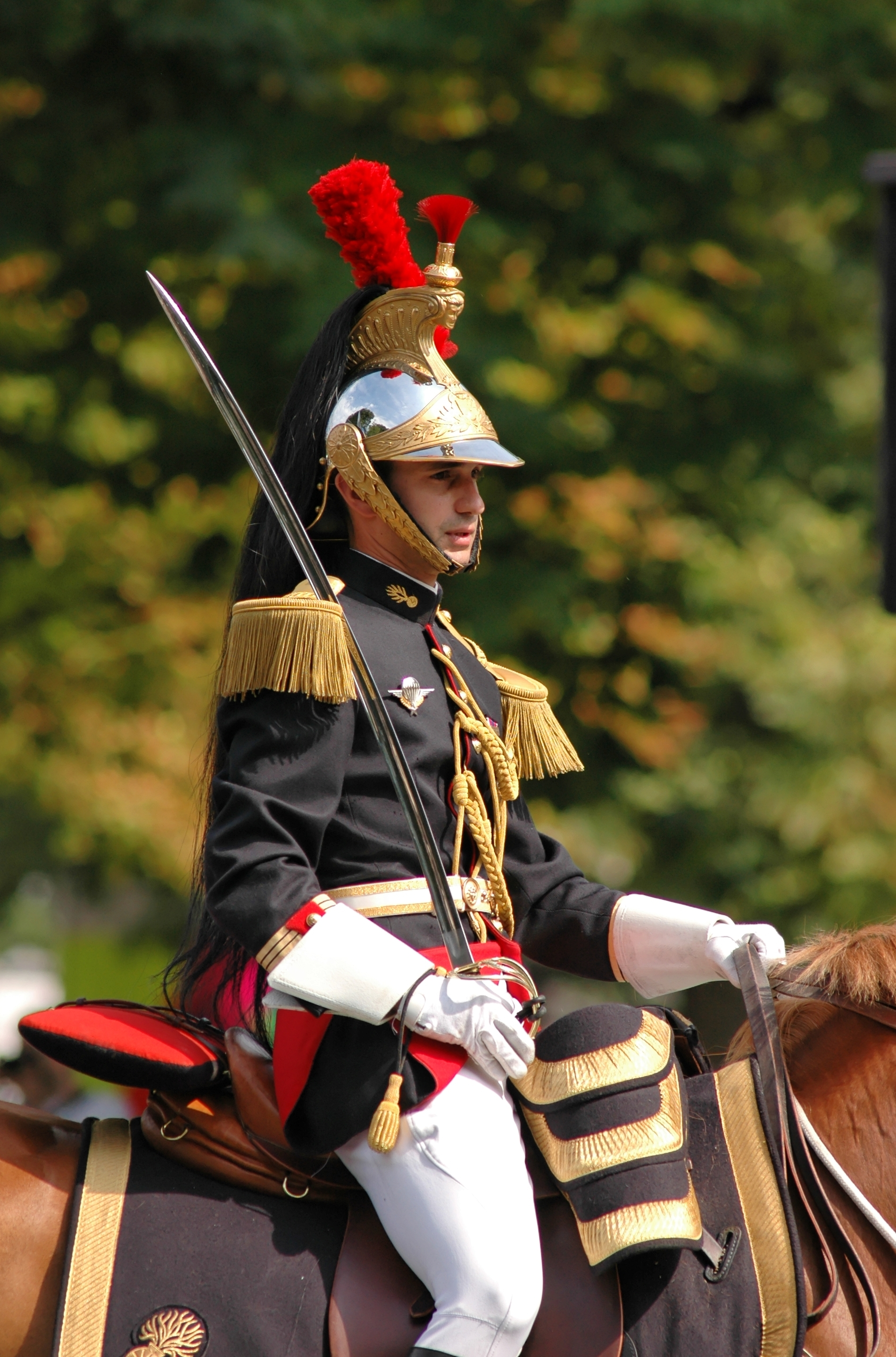
Oficial Subalterno (Capitán) de los Gendarmes de a caballo de los Dragones la Guardia Republicana, que es la policía montada de París.
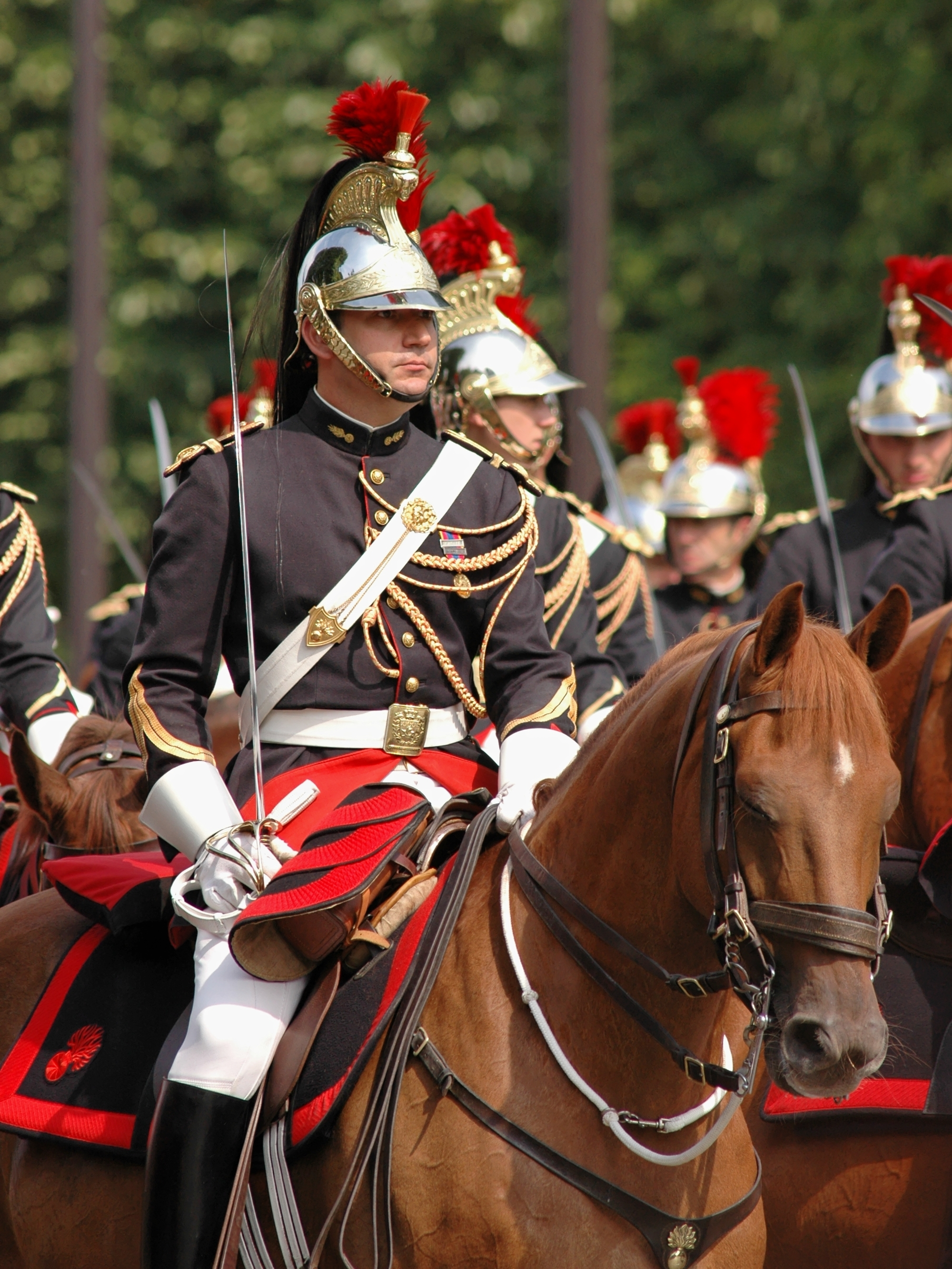
Sargento 1.º de los Gendarmhmes montados del Regimiento de Caballería de Dragones de la Guardia Republicana, que es la policía montada de París, durante la parada militar del año 2007 en los Champs-Élysées.
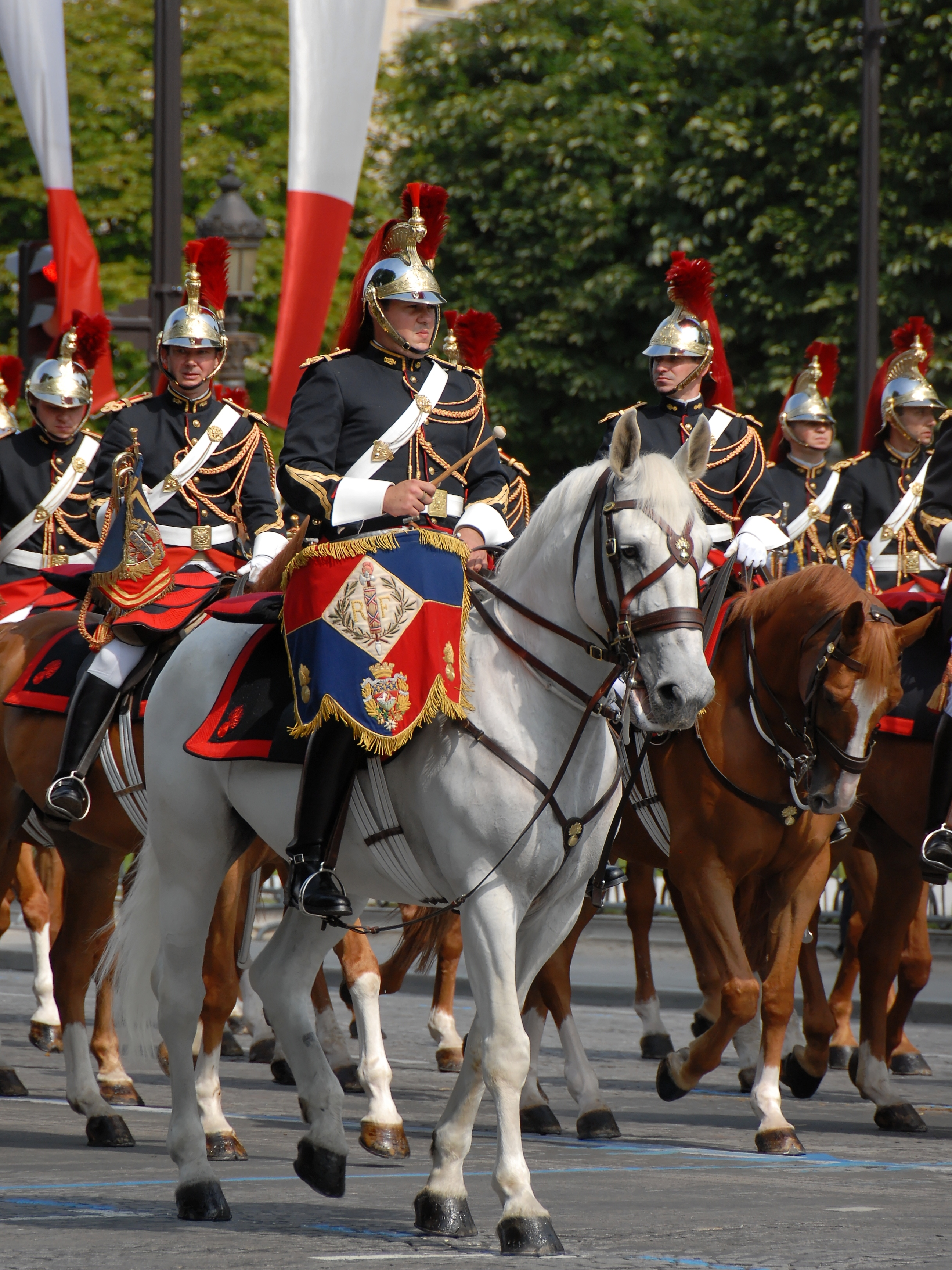
Fanfarria de Caballería de los Gendarmes de a caballo de los Dragones la Guardia Republicana.
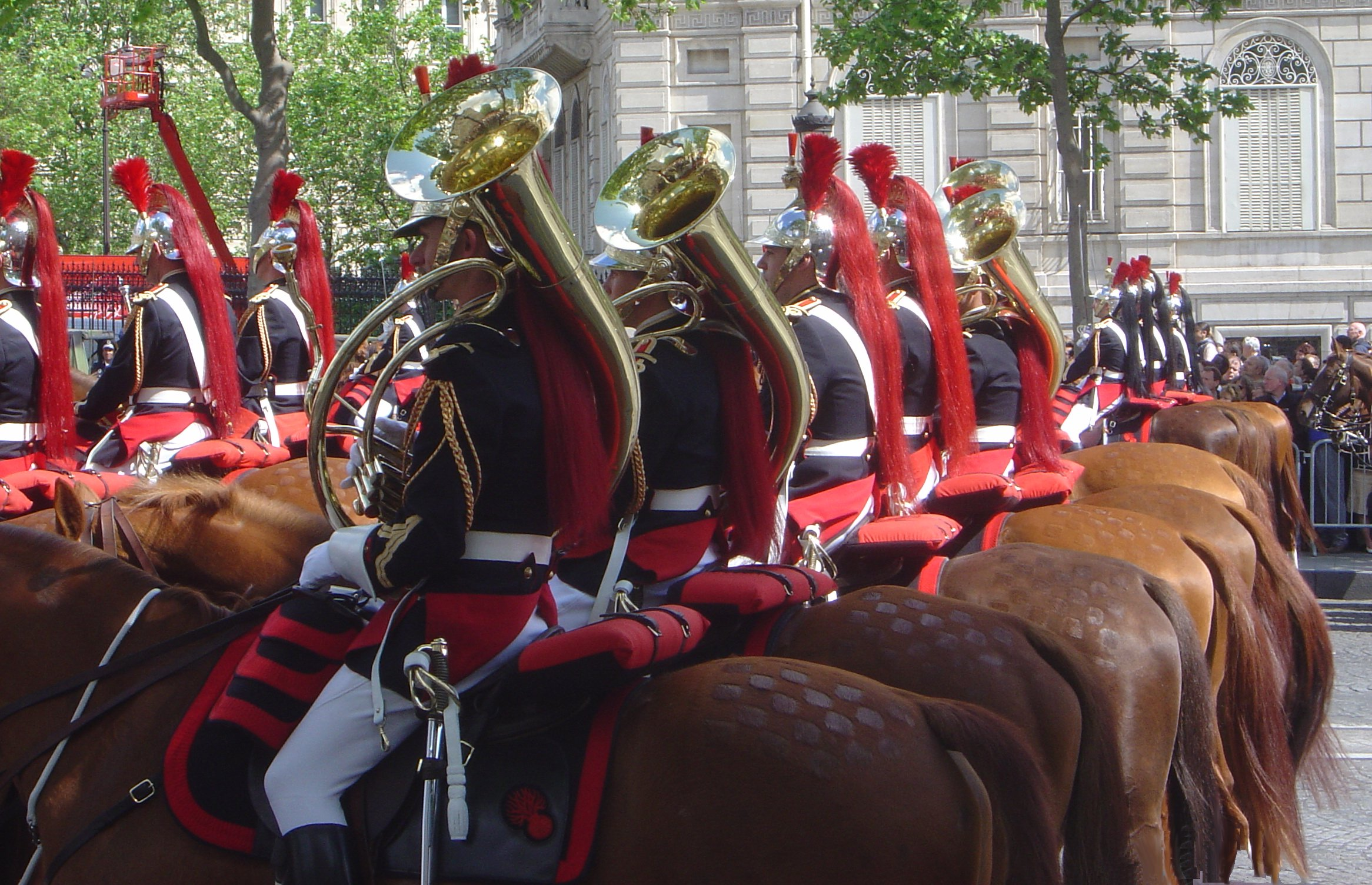
La Fanfarria de Caballería de los Gendarmes de a caballo de los Dragones la Guardia Republicana.
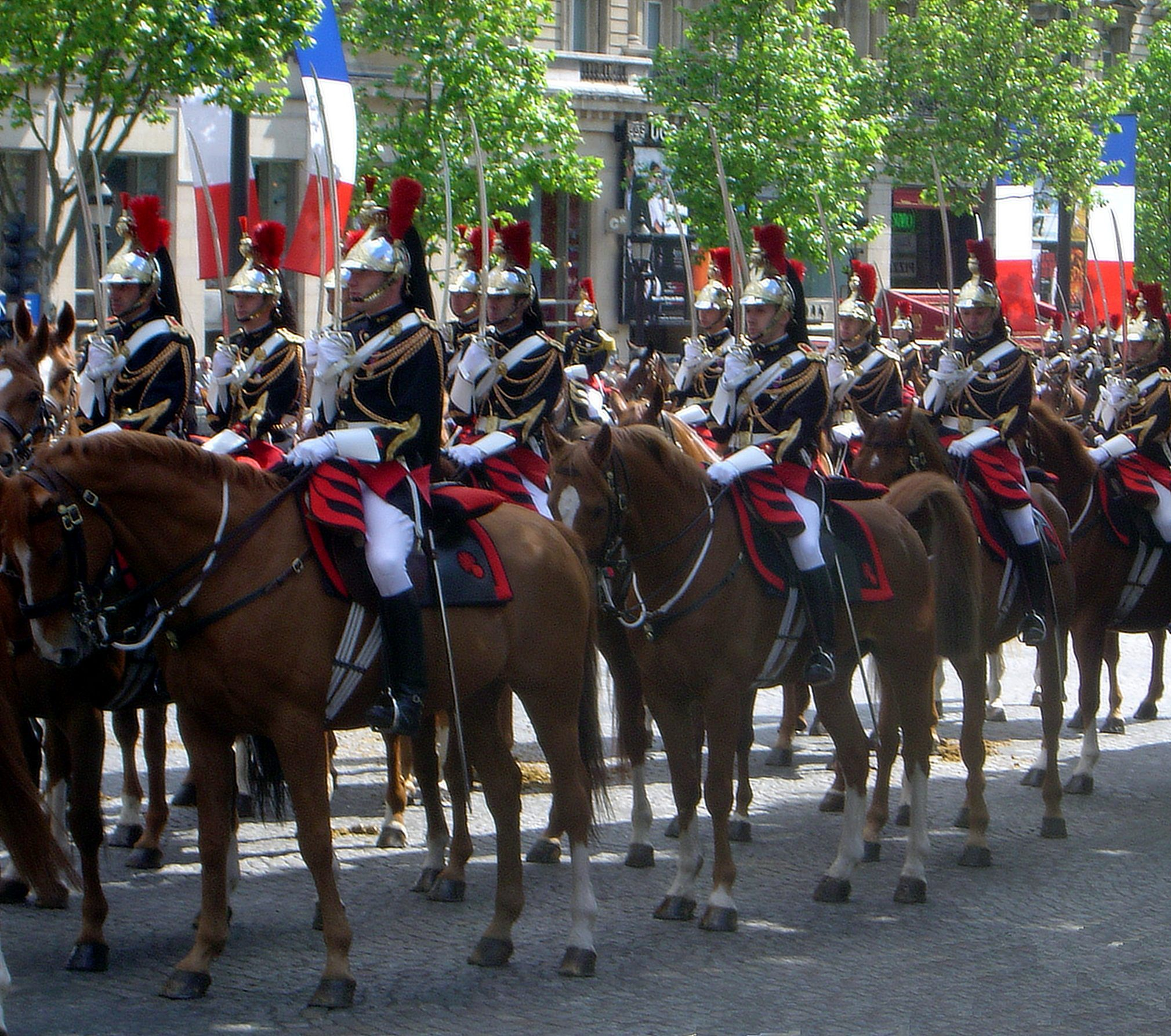
Escuadrón de Gendarmes de Caballería de los Dragones la Guardia Republicana.
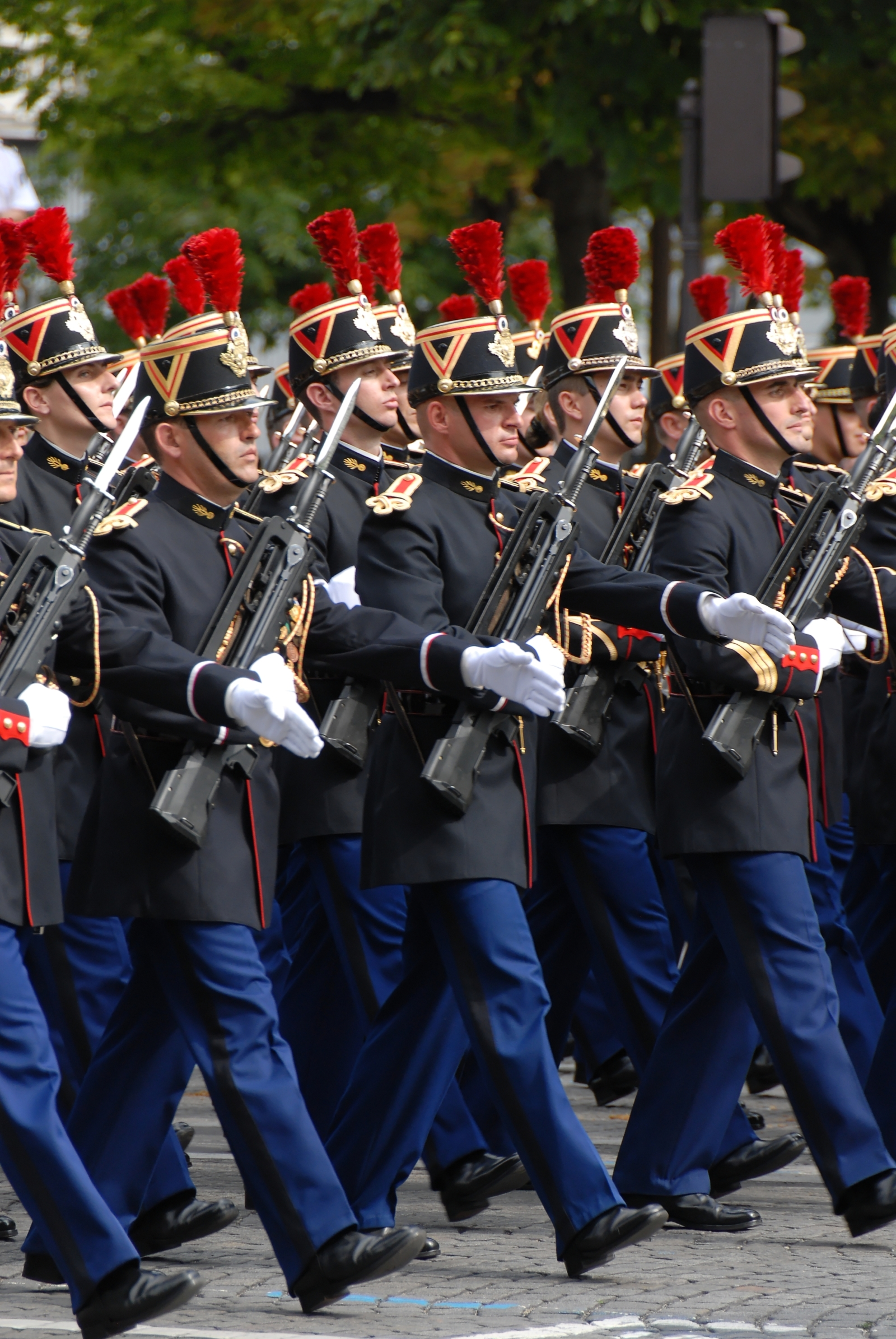
Gendarmes de a pie del Primer Regimiento de Infantería de la Guardia Republicana en uniforme de parada.
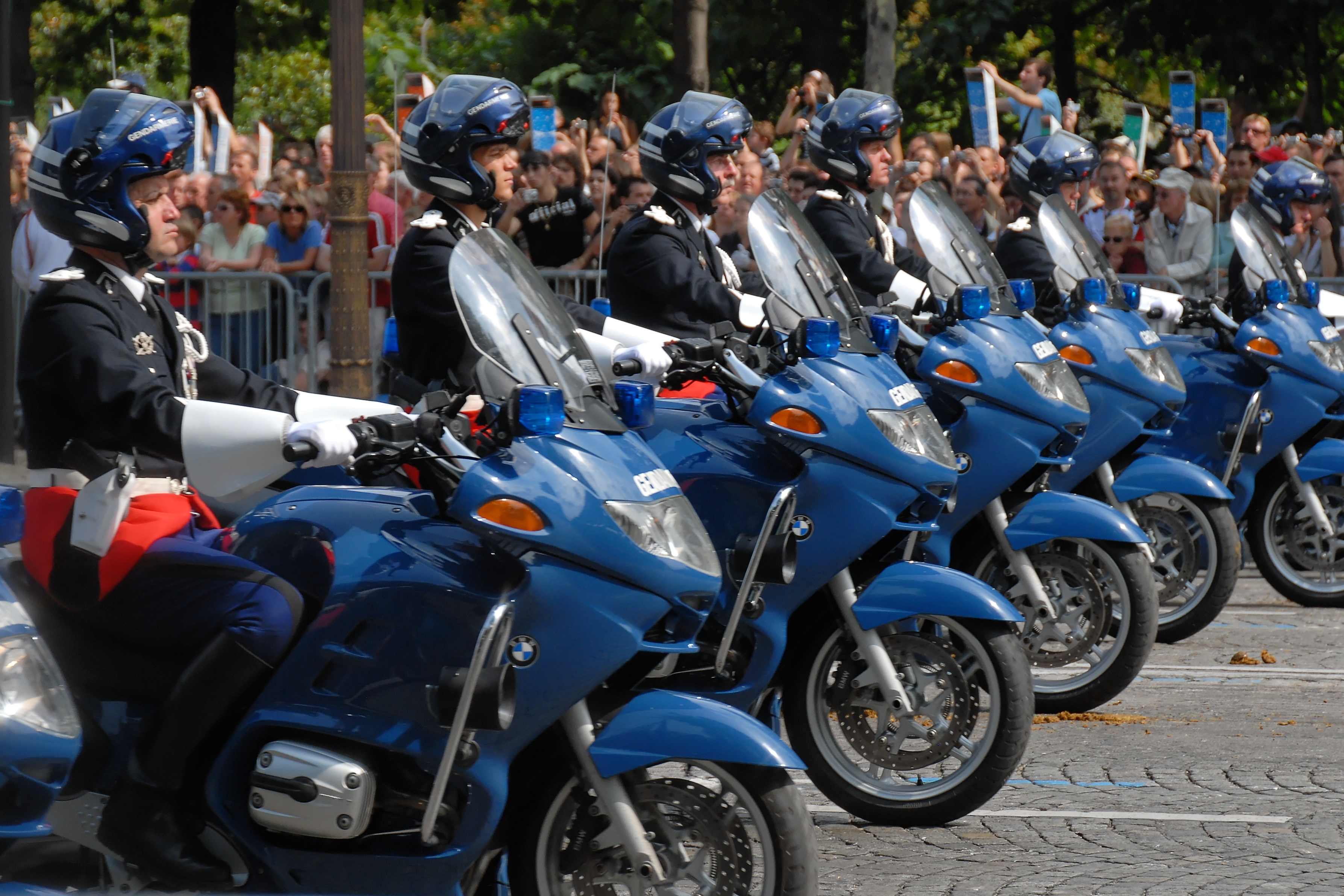
Gendarmes del escuadrón motociclista del Primer Regimiento de Infantería de la Guardia Republicana desfilando durante las celebraciones por el día de la toma de la Bastilla.
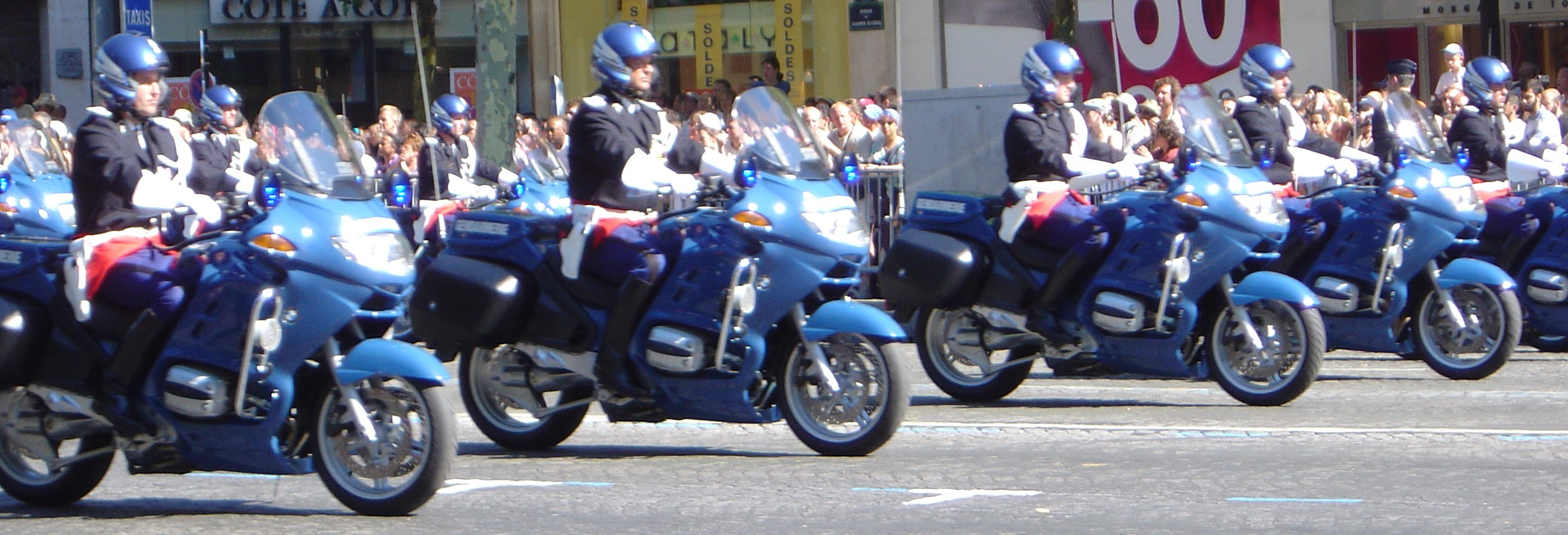
Gendarmes del escuadrón motociclista del Primer Regimiento de Infantería de la Guardia Republicana desfilando el 14 de julio de 2003 en la avenida de los Campos Eliseos durante las celebraciones por el día de la toma de la Bastilla.